# Ператея

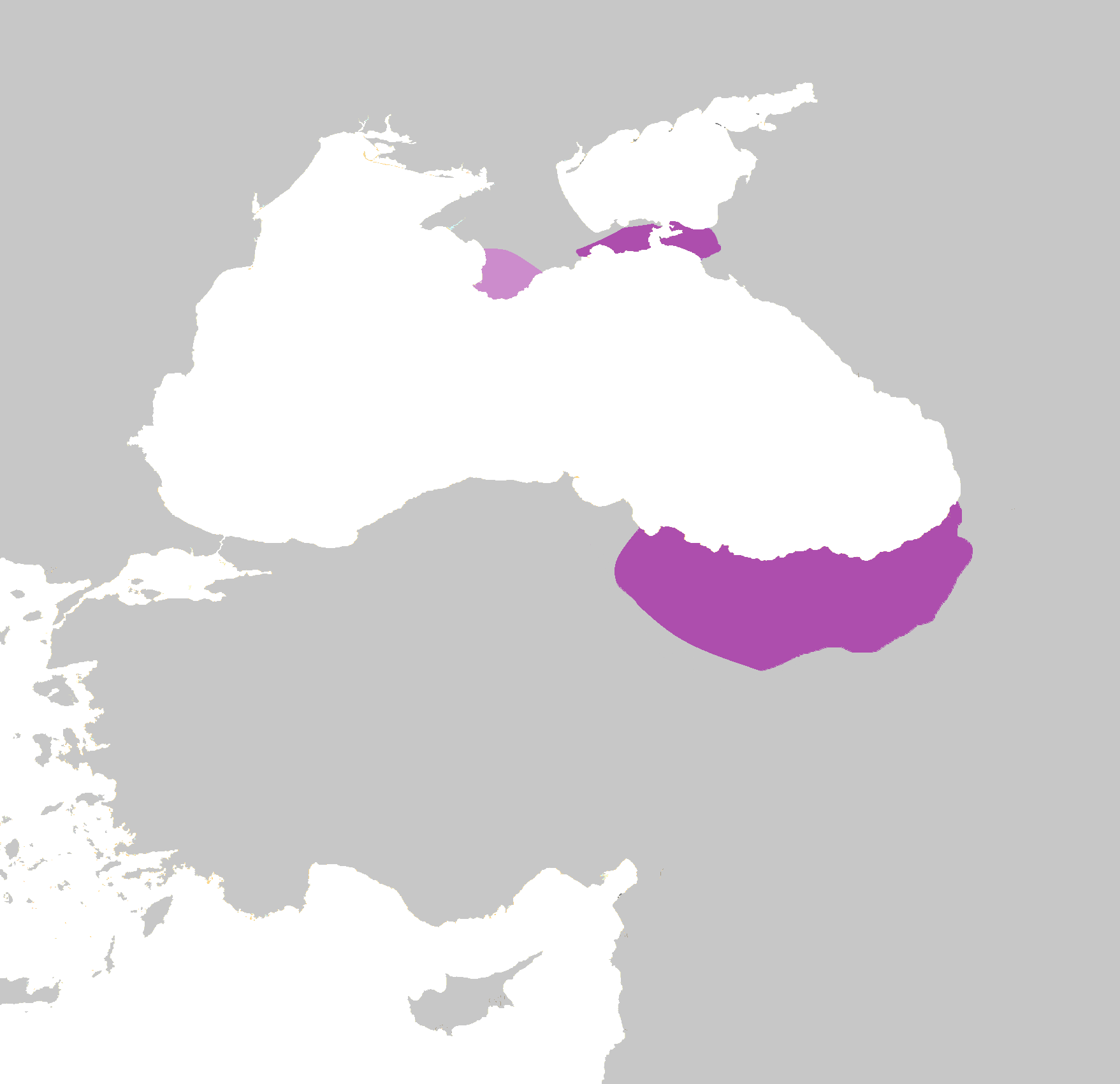
Території, що позначені північніше, складали Ператею

Ператея (грец. Περάτεια, «місце на тій стороні [моря]») — назва заморських територій Трапезундської імперії, що знаходились в Криму та Таманському півострові, і включали, зокрема, Херсонес та Керч з їхніми околицями. Сам термін застосовувався вже після захоплення Константинополя хрестоносцями Четвертого хрестового походу та, як наслідок, розпаду Візантії на фрагменти, одним з яких і стала Трапезундська імперія, проте саме тяжіння цих територій саме до Трапезунду та пряме керування ними звідти здійснювалось і до вищезгаданих подій.

## Історія
Історично територія, яка пізніше отримала назву Ператея, входила до складу феми Херсон Візантійської імперії. Проте, з поглибленням кризових явищ всередині держави, а, особливо, з 1185 року, коли до влади в результаті перевороту прийшла династія Ангелів, посилюються відцентрові рухи, в результаті яких, скоріш за все, володіння імперії у Північному Причорномор'ї де-факто керувались з Трапезунду. Тому, коли у 1204 році утворилась Трапезундська імперія, то її перший імператор Олексій I Великий Комнін проголосив контроль над володіннями колишньої феми Херсон. Керувати об'єднаною провінцією був поставлений Феодор II Гаврас, представник заможної трапезундської родини аристократів. Поступово, після поразок у війнах з Нікейською імперією та сельджуками, наслідком яких стала втрата частини проголошених територій, серед яких і важливий морський порт Сіноп, через який здійснювалась комунікація з північними володіннями, імперія втратила можливість напряму керувати відірваними від основних земель територіями. Тому Феодор II, фактично, став незалежним володарем цих земель, що пізніше дало початок існуванню греко-готської держави Феодоро, яка керувалась династією Гаврасів. Остаточна втрата контролю над Ператеєю з боку Трапезунда сталась після смерті Олексія I у 1222 році, за рік після якої сельджуки пограбували південний берег Криму та збудували фортецю Судак, що дозволило контролювати та перенаправляти торгові маршрути з Криму до Сінопа. Тимчасове заволодіння Сінопом у 1254 —1266 роках дало змогу відновити зв'язки з Ператеєю, проте установити повний контроль так і не вдалось.